# Анціо
Анціо (італ. Anzio) — місто та муніципалітет в Італії, у регіоні Лаціо, метрополійне місто Рим-Столиця. Морський порт і місце відпочинку на західному узбережжі Італії.
Анціо розташоване на відстані близько 55 км на південь від Рима.
Населення — 53 986 осіб (2014).
Покровитель — Святий Антоній Падуанський (Sant'Antonio di Padova).
У цьому місці знаходилося римське місто Антіум (Antium), в якому народився імператор Нерон. Під час Другої світової війни в цьому місці висадилися війська союзників (1944).

## Демографія
Населення за роками:

Станом на 1 січня 2023 року в муніципалітеті офіційно проживали 7744 іноземці з 113 країн, серед них 2323 громадяни країн Євросоюзу та 232 громадяни України.

## Сусідні муніципалітети
- Априлія
- Ардеа
- Неттуно